# Kostel Nanebevzetí Panny Marie (Klánovice)
Kostel Nanebevzetí Panny Marie v Praze-Klánovicích byl postaven v letech 1911–1912, původně jako kaple Matky Boží. Klánovice měly v té době před sebou období největšího rozkvětu.
Kostelík je novorománskou stavbou s věžičkou a několika vitrážovými okny - každé z nich věnovala jedna z místních starousedlických rodin a jejich jméno je tu zaznamenáno. Největší, kruhová vitráž v průčelí znázorňuje Pannu Marii. Loď obchází plastická křížová cesta, nachází se zde sochy Svatého Josefa a Panny Marie. Autor stavby je neznámý.
V letech 2004–2005 proběhly úpravy interiéru kostela, byla provedena nová elektroinstalace včetně topení v lavicích a oprava vstupního schodiště. V roce 2005 byly do kostela pořízeny varhany, které nahradily dosud používané harmonium. Celý kostel byl vymalován.
V příštích letech je naléhavě potřeba vyměnit dlažbu lodi kostela a zajistit odvlhčení zdiva.
Po 1. světové válce byl poblíž kaple vybudován pomník padlým vojínům. Za okupace roku 1939 bylo německými úřady nařízeno pomník odstranit. Pomník v dnešní podobě, kdy připomíná oběti obou světových válek, byl na stejném místě slavnostně odhalen 28. října 1945.
28. října 2018 byla v parku u kostela vysazena Lípa republiky k 100. výročí vzniku Československé republiky.